# Invisible College
Pour les articles homonymes, voir Collège invisible.
The Invisible College (le Collège invisible)  est une expression employée par le chimiste anglais Robert Boyle dans des lettres de 1646 et 1647 pour désigner une société de savants à laquelle il appartenait. Il a été supposé que cette société était à l'origine de la Royal Society, fondée en 1660.

## Contexte historique
De 1641 à 1649 a lieu la première révolution anglaise qui aboutit à l'exécution du roi Charles Ier et la prise du pouvoir par les puritains et Oliver Cromwell. Cromwell meurt en 1658, et la royauté est restaurée en 1660, avec Charles II. La Royal Society est fondée en 1660 et, en 1667, Thomas Sprat publie son Histoire de la Royal Society de Londres. Il y raconte que les premières réunions de ce qui allaient devenir la Royal Society se tinrent quelque temps après les guerres civiles, donc après 1649, au Wadham College d'Oxford, dirigé depuis 1648 par John Wilkins, partisan de Cromwell, mais en contact avec des royalistes, et démis de ses fonctions en 1660.

## Le Collège invisible dans les lettres de Boyle
En octobre 1646 (il a alors 19 ans), dans une lettre à son ancien tuteur, Isaac Marcombes, Boyle explique qu'il apprend la philosophie naturelle selon les principes de « notre nouveau collège philosophique » (« our new philosophical college »). Il demande à son tuteur de lui envoyer des livres qui le feraient bien accueillir dans ce « collège invisible » (« which will make you extremely welcome to our Invisible College ». En février 1647, dans une lettre à un autre ami, il se flatte de ce que « les principaux membres du collège « invisible » ou (pour employer leur propre terme) « philosophique », m'honorent de temps en temps de leur compagnie […] » (« the best on't is that the cornerstones of the Invisible or (as they term themselves) the Philosophical College, do now and then honour me with their company […] »). En mai de la même année, il parle encore de l'Invisible College dans une lettre probablement destinée à Samuel Hartlib.[réf. nécessaire]
Boyle ne précise cependant pas où se réunissait cette société, ni qui en faisait partie.

## Le témoignage de Wallis
Selon le mathématicien John Wallis, un groupe de personnes s'intéressant à la philosophie naturelle et autres connaissances humaines « and particularly of what has been called the New Philosophy, or Experimental Philosophy » commença à se rencontrer une fois par semaine dès 1645, sur l'idée de l'allemand du Palatinat Jonathan Goddard. Ces réunions se tenaient en divers endroits dont le Gresham College. Wallis cite les noms de  John Wilkins, Jonathan Goddard (en), George Ent, Glisson, Merret et  Samuel Foster.
À partir de 1648-1649, certains membres se déplacèrent à Oxford et y continuèrent les réunions au Wadham College dirigé par John Wilkins (les réunions de Londres continuant par ailleurs) : John Wallis puis Jonathan Goddard (1617-1675), rejoints ensuite par Seth Ward (1617-1689), Ralph Bathurst (1620-1704) , William Petty, Thomas Willis, Christopher Wren et à partir de 1655-56 Robert Boyle. On rejoint là l'Histoire de la Royal Society de Thomas Sprat, qui ne parle pas des réunions précédentes à Londres.
Wallis n'utilise pas l'appellation Invisible College, et ne mentionne pas la participation de Boyle, avant son arrivée à Oxford.

## Les différentes hypothèses

### Purver et Webster
La question qui se pose est de savoir si l'Invisible College (1646-1647) se réfère aux réunions tenues par le Gresham College à partir de 1645, ou bien s'il s'agit d'un autre groupe de personnes.
Pour l'historienne Margery Purver, l'Invisible college correspond à un cercle formé autour de Samuel Hartlib (qui avait un vaste réseau de contacts et de correspondants depuis les années 1630), et qui promouvait auprès du parlement un Office of Address sur le modèle du « bureau d'adresses » ouvert vers 1628 à Paris par Théophraste Renaudot.
Pour l'historien Charles Webster, il s'agit d'un cercle de politiciens et d'intellectuels anglo-irlandais rassemblés autour de Benjamin Worsley et de Katherine Jones (en), la sœur ainée de Boyle.

### Lomas
En 2002, l'écrivain franc-maçon Robert Lomas a publié un ouvrage dans lequel il soutient que « l'Invisible College » était une loge maçonnique (bien que Boyle n'ait probablement pas été lui-même franc-maçon), à l'origine directe de la Royal Society. Cette thèse a été critiquée dans les milieux maçonniques par Trevor W. McKeown : « That the teachings of Freemasonry played a role in the development of the Royal Society is evident. That the Royal Society was masonic in origins, inspiration and goals is an unproven hypothesis. » (« Que les enseignements francs-maçons aient joué un rôle dans le développement de la Royal Society est évident. Que la Royal Society ait été franc-maçonne dans ses origines, ses inspirations, ou ses objectifs est une pure hypothèse »).